# فاوستینا آمپاه
فاوستینا آمپاه (انگلیسی: Faustina Ampah؛ زادهٔ ۳۰ نوامبر ۱۹۹۶) بازیکن فوتبال اهل غنا است.
وی همچنین در تیم‌های ملی فوتبال Ghana women's national under-20 football team و زنان غنا بازی کرده‌است.